# Petr Švehla
Petr Švehla (ur. 1 kwietnia 1972) – czeski, a w latach 1995-1996 słowacki zapaśnik walczący w stylu klasycznym. Dwukrotny olimpijczyk. Zajął szesnaste miejsce w Sydney 2000 i dziewiętnaste w Atenach 2004. Startował w kategorii 54–55 kg.

## Kariera sportowa
Dziesięć razy brał udział w turnieju mistrzostw świata. Zdobył brązowy medal w 1990. Mistrz Europy w 2001 i trzeci w 2004. Mistrz kraju w latach: 1991, 1992, 1995, 1996, 1998-2001 roku.
- Turniej w Sydney 2000 - 54 kg

Przegrał z Hasanem Rangrazem z Iranu i Wang Hui ze Chin.
- Turniej w Ateny 2004 - 55 kg

Uległ Amerykaninowi Dennisowi Hallowi i Ołeksijowi Wakułenko z Ukrainy.